# A fiúk epizódjainak listája
Ez a cikk A Fiúk epizódjainak listáját tartalmazza.
A sorozat 2019. július 26-án indult a Amazon Prime Videon az Amerikai Egyesült Államokban. Magyarországon 2021. április 10-én kezdték el vetíteni.

## Évados áttekintés
| Évad | Évad | Epizódok | Eredeti sugárzás    | Eredeti sugárzás | Eredeti sugárzás | Magyar sugárzás   | Magyar sugárzás   | Magyar sugárzás |
| Évad | Évad | Epizódok | Évadpremier         | Évadfinálé       | Eredeti adó      | Évadpremier       | Évadfinálé        | Magyar adó      |
| ---- | ---- | -------- | ------------------- | ---------------- | ---------------- | ----------------- | ----------------- | --------------- |
|      | 1.   | 8        | 2019. július 26.    | 2019. július 26. |                  | 2021. április 9.  | 2021. április 16. |                 |
|      | 2.   | 8        | 2020. szeptember 4. | 2020. október 9. | 2021. április 9. | 2021. április 17. |                   |                 |
|      | 3.   | 8        | 2022. június 3.     | 2022. július 8.  | 2022. június 3.  | 2022. július 8.   |                   |                 |
|      | 4.   | 8        | 2024. június 13.    | 2024. július 18. | 2024. június 13. | 2024. július 18.  |                   |                 |

## Epizódok

### 1. évad (2019)
| Sor. | Év. | Cím                                                    | Rendező             | Író                                         | Premier                            |
| ---- | --- | ------------------------------------------------------ | ------------------- | ------------------------------------------- | ---------------------------------- |
| 1.   | 1.  | A játék neve (The Name of the Game)                    | Dan Trachtenberg    | Eric Kripke                                 | 2019. július 26. 2021. április 9.  |
| 2.   | 2.  | A szűz (Cherry)                                        | Matt Shakman        | Eric Kripke                                 | 2019. július 26. 2021. április 16. |
| 3.   | 3.  | A cucc (Get Some)                                      | Philip Sgriccia     | George Mastras                              | 2019. július 26. 2021. április 9.  |
| 4.   | 4.  | A Nőstény (The Female of the Species)                  | Frederick E.O. Toye | Craig Rosenberg                             | 2019. július 26. 2021. április 16. |
| 5.   | 5.  | Lélekmelengető (Good for the Soul)                     | Stefan Schwartz     | Anne Cofell Saunders                        | 2019. július 26. 2021. április 16. |
| 6.   | 6.  | Az ártatlanok (The Innocents)                          | Jennifer Phang      | Rebecca Sonnenshine                         | 2019. július 26. 2021. április 16. |
| 7.   | 7.  | Önfenntartó társadalom (The Self-Preservation Society) | Dan Attias          | Craig Rosenberg és Ellie Monahan            | 2019. július 26. 2021. április 16. |
| 8.   | 8.  | Megtaláltál (You Found Me)                             | Eric Kripke         | Anne Cofell Saunders és Rebecca Sonnenshine | 2019. július 26. 2021. április 16. |

### 2. évad (2020)
| Sor. | Év. | Cím                                                                          | Rendező         | Író                 | Premier                               |
| ---- | --- | ---------------------------------------------------------------------------- | --------------- | ------------------- | ------------------------------------- |
| 9.   | 1.  | Megjött apuci (The Big Ride)                                                 | Phil Sgriccia   | Eric Kripke         | 2020. szeptember 4. 2021. április 9.  |
| 10.  | 2.  | Felkészülés és tervezés (Proper Preparation and Planning)                    | Liz Friedlander | Rebecca Sonnenshine | 2020. szeptember 4. 2021. április 9.  |
| 11.  | 3.  | Ezer férfi, kivont karddal (Over the Hill with the Swords of a Thousand Men) | Steve Boyum     | Craig Rosenberg     | 2020. szeptember 4. 2021. április 9.  |
| 12.  | 4.  | Nincs hozzá fogható (Nothing Like It in the World)                           | Fred Toye       | Michael Saltzman    | 2020. szeptember 11. 2021. április 9. |
| 13.  | 5.  | Mennünk kell! (We Gotta Go Now)                                              | Batan Silva     | Ellie Monahan       | 2020. szeptember 18. 2021. április 9. |
| 14.  | 6.  | Csak a rohadt ajtót kellett volna! (The Bloody Doors Off)                    | Sarah Boyd      | Anslem Richardson   | 2020. szeptember 25. 2021. április 9. |
| 15.  | 7.  | A mészáros, a pék és a gyertyaöntő (Butcher, Baker, Candlestick Maker)       | Stefan Schwartz | Craig Rosenberg     | 2020. október 2. 2021. április 17.    |
| 16.  | 8.  | Amit tudok (What I Know)                                                     | Alex Graves     | Rebecca Sonnenshine | 2020. október 9. 2021. április 9.     |

### 3. évad (2022)
| Sor. | Év. | Cím                                                                                              | Rendező         | Író                             | Premier                           |
| ---- | --- | ------------------------------------------------------------------------------------------------ | --------------- | ------------------------------- | --------------------------------- |
| 17.  | 1.  | Revans (Payback)                                                                                 | Philip Sgriccia | Craig Rosenberg                 | 2022. június 3. 2022. június 3.   |
| 18.  | 2.  | Az egyetlen az égben (The Only Man In The Sky)                                                   | Philip Sgriccia | David Reed                      | 2022. június 3. 2022. június 3.   |
| 19.  | 3.  | Bordély (Barbary Coast)                                                                          | Julian Holmes   | Anslem Richardson és Geoff Aull | 2022. június 10. 2022. június 10. |
| 20.  | 4.  | A dicsőséges, ötéves terv (Glorious Five-Year Plan)                                              | Julian Holmes   | Meredith Glynn                  | 2022. június 10. 2022. június 10. |
| 21.  | 5.  | Az utolsó pillantás egy hazugságokkal teli világra (The Last Time to Look on This World of Lies) | Nelson Cragg    | Ellie Monahan                   | 2022. június 17. 2022. június 17. |
| 22.  | 6.  | Hősgazmus (Herogasm)                                                                             | Nelson Cragg    | Jessica Chou                    | 2022. június 24. 2022. június 24. |
| 23.  | 7.  | Az utolsó gyertyaláng (Here Comes a Candle to Light You to Bed)                                  | Sarah Boyd      | Paul Grellong                   | 2022. július 1. 2022. július 1.   |
| 24.  | 8.  | Perzselő vadság (The Instant White-Hot Wild)                                                     | Sarah Boyd      | Logan Ritchey és David Reed     | 2022. július 8. 2022. július 8.   |

### 4. évad (2024)
| Sor. | Év. | Cím                                                              | Rendező           | Író                        | Premier                           |
| ---- | --- | ---------------------------------------------------------------- | ----------------- | -------------------------- | --------------------------------- |
| 25.  | 1.  | Piszkos trükkök részlege (Department of Dirty Tricks)            | Phil Sgriccia     | David Reed                 | 2024. június 13. 2024. június 13. |
| 26.  | 2.  | Élet a kételkedők közt (Life Among the Septics)                  | Karen Gaviola     | Jessica Chou               | 2024. június 13. 2024. június 13. |
| 27.  | 3.  | Lengjen a vörös zászló (We'll Keep the Red Flag Flying Here)     | Fred Toye         | Ellie Monahan              | 2024. június 13. 2024. június 13. |
| 28.  | 4.  | A múlt bölcsessége (Wisdom of the Ages)                          | Phil Sgriccia     | Geoff Aull                 | 2024. június 20. 2024. június 20. |
| 29.  | 5.  | Vigyázz a Gruffacsórral, fiam (Beware of the Jabberwock, My Son) | Shana Stein       | Judalina Neira             | 2024. június 27. 2024. június 27. |
| 30.  | 6.  | Mocskos üzlet (Dirty Business)                                   | Karen Gaviola     | Anslem Richardson          | 2024. július 4. 2024. július 4.   |
| 31.  | 7.  | Beépített ember (The Insider)                                    | Catriona McKenzie | Paul Grellong              | 2024. július 11. 2024. július 11. |
| 32.  | 8.  | Gyilkossági kísérlet (Assassination Run)                         | Eric Kripke       | Jessica Chou és David Reed | 2024. július 18. 2024. július 18. |